# 640년

## 연호
- 당(唐) 정관(貞觀) 14년
- 신라(新羅) 인평(仁平) 7년

## 기년
- 당(唐) 태종(太宗) 14년
- 신라(新羅) 선덕여왕(善德女王) 9년
- 고구려(高句麗) 영류왕(榮留王) 23년
- 백제(百濟) 무왕(武王) 41년

## 사건

#### 유럽
- 2월 27일 – 오스트라시아 궁재 대(大)페핀가 사망하고 아들인 그리모알드가 자리를 계승한다. 그는 프랑크 가문의 가주가 되고 프랑크 왕국에서 가장 강력한 사람이 된다.
- 국왕 친틸라가 즉위 3년만에 사망한다. 그는 재위기간 동안 히스패니아, 셉티마니아, 갈리치아의 성직자들에게 많은 권한을 주었다. 그의 아들인 툴가가 비시고트 왕국의 국왕 자리를 계승한가.
- 달마티안 크로아티아의 초대 공작(크로아티아어: knez)들중 하나인 크로아티아의 포르가의 요청으로 비잔틴 제국의 황제 헤라클리우스가 크로아티아 지방에 크리스트교 선교사들을 보낸다.
- (전설에 따르면) 프랑스의 도시 릴이 리데릭에 의해 창립되다. 그는 부모의 원수인 피날트를 결투에서 죽인다.

#### 영국
- 국왕 켄트의 에드발트가 24년의 재위기간을 마치고 사망한다. 그의 아들들이 켄트 왕국의 (현 잉글랜드 남동쪽) 공동 통치자가 된다.
- 노섬브리아에 (북잉글랜드) 있는 하틀풀 수도원이 창설되다. 교회를 둘러싸는 나무 오두막들은 색슨식으로 세워졌다.

#### 아프리카
- 5월 – 바빌론 요새 공성전: 라시둔군이 나일 삼각주에 (카이로 근방) 있는 바빌론 요새를 공격한다. 이어지는 2달간의 싸움에서는 양쪽 모두 성과를 내지 못하고 비잔틴군이 이슬람군의 모든 공세를 격퇴해 우위을 가져간다.
- 7월 6일 – 헬리오폴리스 전투: 아믈 이븐 알-아스 휘하의 이슬람 아랍군이 (15,000명) 헬리오폴리스 (이집트) 근방에서 비잔틴군을 패퇴시킨다. 아믈은 군대를 세개오 나누어 비잔군을 둘러싼다.
- 12월 21일– 이슬람 아랍 군세가 7개월간의 공성전 끝에 바빌론을 점령한다; 야간 기습으로 아랍 전사들이 성문을 개방한다.  라시둔 왕국이 테베이트 지방을 (상이집트) 병합한다.
- 12월 22일 – 사라센 지도자의 명령에 의하여 대화재에서 살아남은 알렉산드리아 도서관의 자료들이 보관되어 있던 알렉산드리아의 세라피움(사원)인 아마르가 50만개의 문헌들과 함께 불태워진다. 이 이야기의 진위에는 논란이 존재한다.

#### 아시아
- 당 태종이 서역 타림 분지 지역에 원정을 개시한다. 후군집 장군이 가오창 왕국을 점령해 중앙아시아의 당나라 패권을 공고히 한다.
- 경교의 선교사들이 창안에 (현 시안) 대진 석탑을 세운다. 대진은 로마 제국과 중동의 중국식 명칭이다.

#### 종교
- 아일랜드의 수도자인 디시보트가 프랑크에 선교를 위해 간다. 그는 아르덴 지방에서 종교 활동을 개시한다.
- 5월 28일 - 교황 세베리노, 71대 로마 교황으로 취임.
- 12월 24일 - 교황 요한 4세, 72대 로마 교황으로 취임 .

#### 경제
- 스위스 알프스에서 채취된 빙하 코어에서 이 시기의 급격한 대기 납 성분의 상승이 520-530년대의 자연재해 이후 경제 회복으로 인해 은 채굴량이 증가했음을 보여준다.

## 사망
- 8월 2일 - 교황 세베리노, 71대 로마 교황.
- 신라(新羅)의 승려(僧侶) 원광(圓光)